# Tratament anticoroziv
Prin coroziune se înțelege totalitatea proceselor de degradare a metalelor sub acțiunea agenților chimici din mediu. Ea se manifestă prin pierderea în greutate a obiectelor metalice și prin modificări ale proprietăților mecanice (duritate, rezistență, elasticitate) ale acestora.  
Cu cât un metal este mai pur și are o suprafață mai netedă, cu atât este mai puțin afectat de coroziune.
În prezent, prin procedee de înaltă tehnologie s-au obținut suprafețe metalice aproape ideal de netede, utilizate în construcția navelor spațiale. Cu toate acestea, problema coroziunii nu este rezolvată. Metalele pure și bine șlefuite sunt costisitoare, greu de obținut în cantități industriale și au aplicații restrânse.
Coroziunea chimică se produce într-un mediu uscat, la temperaturi ridicate. Gazele care provoacă corodarea metalelor sunt: O2, CO2, H2S, CL2, HCL, SO2, oxizi de azot.
La unele metale, cum ar fi Mg, Al, Cr, Ni, coroziunea începe cu formarea unui strat protector superficial, un strat de oxid al metalului, care îl apără de coroziune. Fenomenul se numește pasivare.